# Loma del Progreso
Loma del Progreso är en ort i Mexiko.   Den ligger i kommunen Nopala de Villagrán och delstaten Hidalgo, i den sydöstra delen av landet, 100 km nordväst om huvudstaden Mexico City. Loma del Progreso ligger 2 415 meter över havet och antalet invånare är 214.
Terrängen runt Loma del Progreso är kuperad åt nordväst, men åt sydost är den platt. Runt Loma del Progreso är det ganska tätbefolkat, med 155 invånare per kvadratkilometer. Närmaste större samhälle är Nopala de Villagran, 8,3 km väster om Loma del Progreso. I omgivningarna runt Loma del Progreso växer huvudsakligen savannskog.